# Malaxis salazarii
Malaxis salazarii är en orkidéart som beskrevs av Paul Miles Catling. Malaxis salazarii ingår i släktet knottblomstersläktet, och familjen orkidéer. Inga underarter finns listade i Catalogue of Life.